# Штукатурная станция

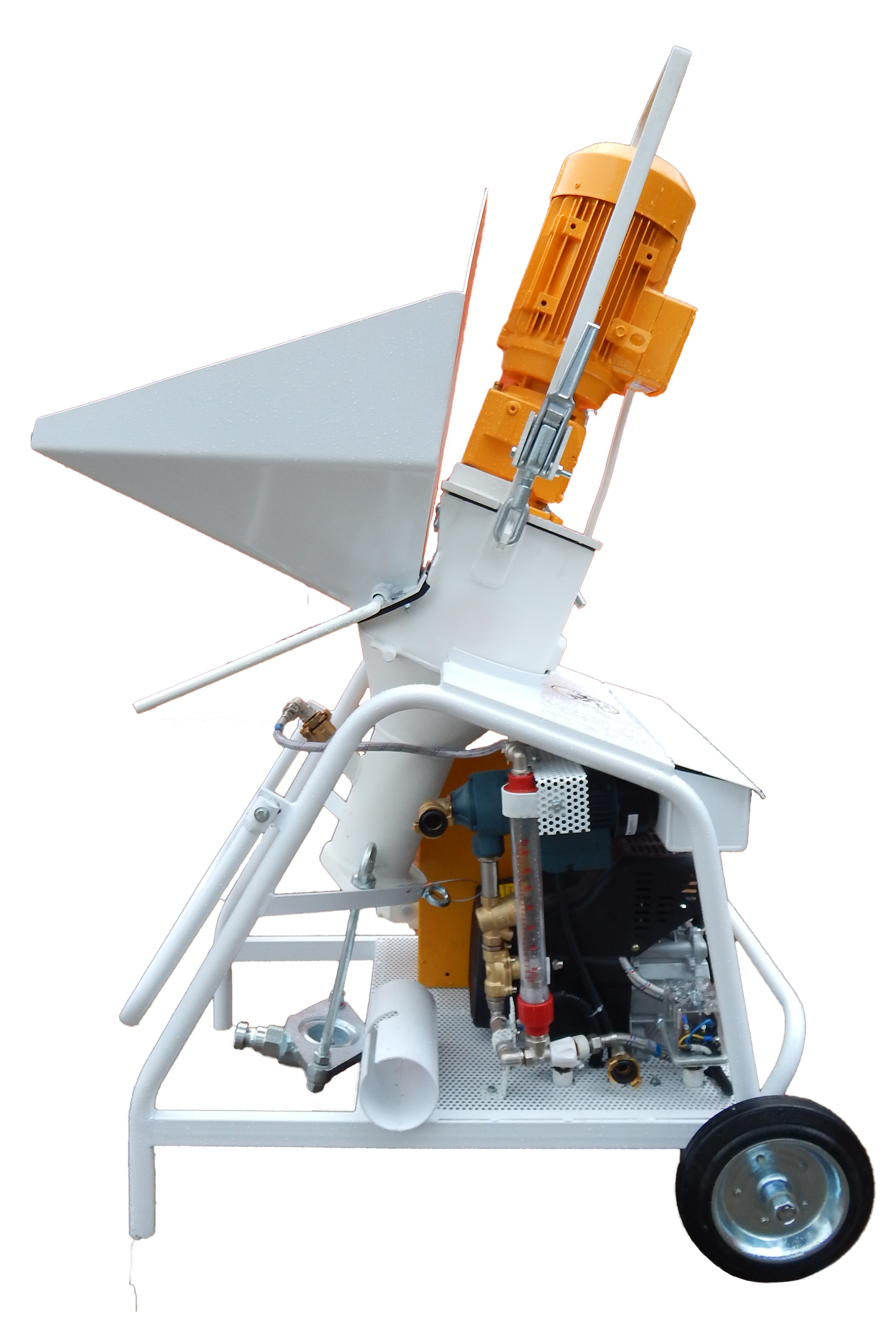

Штукатурная станция — строительное оборудование для внутренних и наружных отделочных работ, представляющее из себя сложную систему, с помощью которой происходит смешивание строительных растворов и подача их на место проведения работ, наброс на основание (стены, потолки, откосы). Штукатурные станции служат для автоматизированного перемешивания растворов и дальнейшего их нанесения на поверхности, как на крупных строительных объектах, так и при отделке небольших помещений. Штукатурные станции могут использоваться и для укрепления различных железобетонных конструкций. Современное оборудование позволяет наносить гипсовые, цементные, известковые смеси, а также самонивелирующиеся составы, фасадные клеи, шпатлевки. Аппараты с моторами невысокой мощности могут подключаться к электрической сети с напряжением 220 Вольт. При использовании станций производительность труда возрастает на 100-200%, что значительно снижает стоимость штукатурки стен.

## Разновидности штукатурных станций

#### Стационарные профессиональные установки с повышенной мощностью (5,5-7,5 кВт)
Предназначены для работы на крупных строительных объектах. Производительность до 6 кубометров в час. Подача же раствора может осуществляться на расстояние до 300 метров в длину и до 150 метров в высоту, что позволяет использовать агрегат при работе в многоэтажных домах.

#### Универсальные мобильные станции со средней мощностью (1,5-2,5 кВт)
Такие станции способны подавать раствор на расстояние 10-25 метров как по вертикали, так и по горизонтали. Производительность составляет от 12 до 24 литров в минуту.

#### Хоппер-ковши
Устройство для механизированного оштукатуривания, состоящее из металлического контейнера для раствора и ручки-держателя с разъемом для подключения воздушного шланга и клапаном включения и выключения подачи воздуха. Раствор в данном случае готовится с помощью бетономешалки.

#### Станции для торкретирования
Существуют так же специальные штукатурные станции, приспособленные для торкретирования, то есть для нанесения на поверхность бетонных и железобетонных конструкций слоя бетона или других растворов под давлением сжатого воздуха для повышения прочности конструкции.